# Helen Cornelius

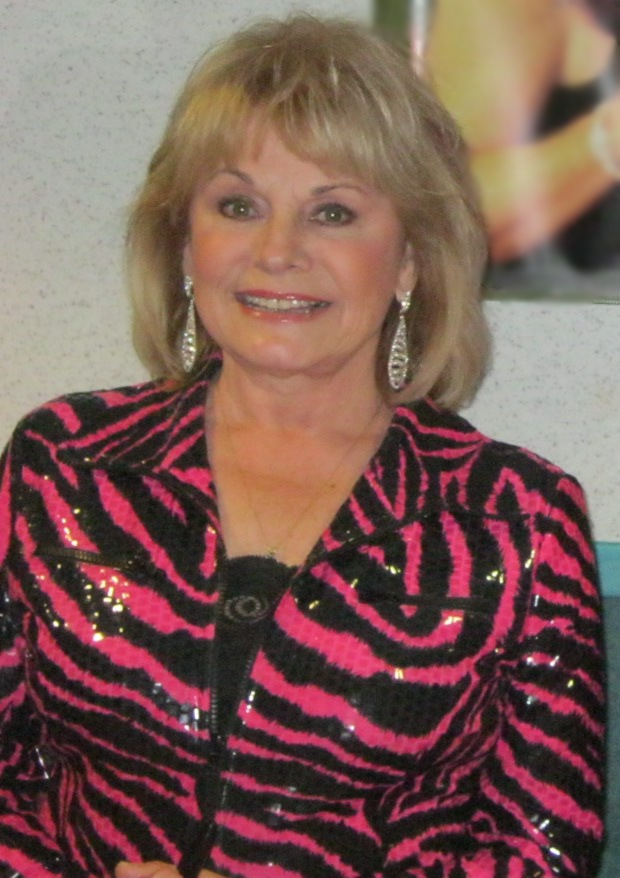
Helen Cornelius (2012)

Helen Cornelius (* 6. Dezember 1941  als Helen Lorene Johnson in Monroe City, Missouri; † 18. Juli 2025) war eine US-amerikanische Country-Sängerin, die in den 1970er-Jahren mit ihrem Duettpartner Jim Ed Brown erfolgreich war.

## Anfänge
Helen Cornelius entstammte einer kinderreichen, musikbegeisterten Familie. Ihre Brüder spielten in Country-Bands, mit zwei Schwestern bildete sie ein Gesangstrio. Nach dem Gewinn von Talentwettbewerben stellte sie eine eigene Band zusammen, die Crossroads. Bevor ihre Karriere richtig in Gang kam, heiratete sie und nahm eine Anstellung als Sekretärin an. Da Auftritte jetzt nicht mehr möglich waren, begann sie Songs zu schreiben.
1970 wurde sie von einem Musikverlag eingestellt. Ihre Songs wurden von mehreren Größen der Country-Musik aufgenommen, darunter Barbara Fairchild und Connie Smith. 1973 erhielt sie einem Schallplattenvertrag vom Columbia-Label. Nach Veröffentlichung einiger wenig erfolgreicher Singles wechselte sie 1973 zu RCA. Ihre ersten Singles erschienen 1975, aber auch hier blieben die Erfolge aus. Schließlich brachte sie ihr Produzent, Bob Fergusson, mit Jim Ed Brown zusammen, der zuvor als Mitglied der The Browns etliche Tophits verbuchen konnte, als Solist aber ebenfalls noch auf den großen Durchbruch wartete.

## Karriere
Bereits die erste Single des neuen Duos, I Don’t Want to Have To Marry You, erreichte 1976 Platz eins der Country-Charts. Die zweite Single, Saying Hello, Saying I Love You, schaffte einen respektablen Platz drei. Bemerkenswerterweise waren ihre zwischendurch produzierten Soloaufnahmen weitaus weniger erfolgreich. Im gleichen Jahr trat sie erstmals in der Grand Ole Opry und in verschiedenen Fernsehshows auf. 1977 wurden sie von der Country Music Association CMA zum „Gesangsduo des Jahres“ gewählt. Ihre Singles erreichten zunächst allerdings nur mittlere Charts-Positionen. Erst ab 1978 konnten wieder Top-20-Platzierungen verbucht werden.
1981 beendete Helen Cornelius ihre Zusammenarbeit mit Jim Ed Brown, um als Solistin eigene Vorstellungen zu verwirklichen. Wieder blieben die Erfolge aus. 1984 wechselte sie kurzzeitig das Genre. Im Musical Annie Get Your Gun spielte sie die „Annie Oakley“. Ein Jahr später brachte sie ihr erstes eigenes Album heraus, das mehrere selbstkomponierte Titel enthielt. 1988 ging sie noch einmal mit Jim Ed Brown auf eine Reunion-Tournee.

## Diskografie

### Studioalben
- 1975: Helen Cornelius
- 1985: Helen Cornelius

### Kollaboalben mit Jim Ed Brown
| Jahr | Titel                             | Höchstplatzierung, Gesamtwochen, AuszeichnungChartsChartplatzierungen (Jahr, Titel, Platzierungen, Wochen, Auszeichnungen, Anmerkungen) | Anmerkungen |
| Jahr | Titel                             | Country | Anmerkungen |
| ---- | --------------------------------- | --- | ----------- |
| 1976 | I Don’t Want to Have to Marry You | Country6 (19 Wo.)Country |             |
| 1977 | Born Believer                     | Country17 (15 Wo.)Country |             |
| 1978 | I’ll Never Be Free                | Country29 (8 Wo.)Country |             |
| 1979 | You Don’t Bring Me Flowers        | Country20 (19 Wo.)Country |             |
| 1980 | One Man, One Woman                | Country35 (16 Wo.)Country |             |

Weitere Kollaboalben
- 2007: Together Again

### Kompilationen
| Jahr | Titel         | Höchstplatzierung, Gesamtwochen, AuszeichnungChartsChartplatzierungen (Jahr, Titel, Platzierungen, Wochen, Auszeichnungen, Anmerkungen) | Anmerkungen      |
| Jahr | Titel         | Country | Anmerkungen      |
| ---- | ------------- | --- | ---------------- |
| 1981 | Greatest Hits | Country47 (10 Wo.)Country | mit Jim Ed Brown |

### Solosingles
| Jahr | Titel Album                                                | Höchstplatzierung, Gesamtwochen, AuszeichnungChartsChartplatzierungen (Jahr, Titel, Album, Platzierungen, Wochen, Auszeichnungen, Anmerkungen) | Anmerkungen |
| Jahr | Titel Album                                                | Country | Anmerkungen |
| ---- | ---------------------------------------------------------- | --- | ----------- |
| 1976 | There’s Always A Goodbye I Don’t Want to Have to Marry You | Country91 (3 Wo.)Country |             |
| 1978 | What Cha Doin’ After Midnight, Baby                        | Country30 (8 Wo.)Country |             |
| 1979 | It Started With A Smile                                    | Country68 (5 Wo.)Country |             |
| 1982 | Love Never Comes Easy                                      | Country42 (10 Wo.)Country |             |
| 1983 | If Your Heart’s A Rollin’ Stone                            | Country70 (6 Wo.)Country |             |

### Kollabosingles mit Jim Ed Brown
| Jahr | Titel Album                                                                       | Höchstplatzierung, Gesamtwochen, AuszeichnungChartsChartplatzierungen (Jahr, Titel, Album, Platzierungen, Wochen, Auszeichnungen, Anmerkungen) | Anmerkungen |
| Jahr | Titel Album                                                                       | Country | Anmerkungen |
| ---- | --------------------------------------------------------------------------------- | --- | ----------- |
| 1976 | I Don’t Want to Have to Marry You                                                 | Country1 (16 Wo.)Country |             |
| 1976 | Saying Hello, Saying I Love You, Saying Goodbye I Don’t Want to Have to Marry You | Country2 (17 Wo.)Country |             |
| 1977 | Born Believer                                                                     | Country12 (12 Wo.)Country |             |
| 1977 | If It Ain’t Love by Now Born Believer                                             | Country12 (12 Wo.)Country |             |
| 1977 | Fall Softly Snow                                                                  | Country91 (3 Wo.)Country |             |
| 1978 | I’ll Never Be Free                                                                | Country11 (13 Wo.)Country |             |
| 1978 | If the World Ran Out of Love Tonight You Don’t Bring Me Flowers                   | Country6 (15 Wo.)Country |             |
| 1978 | You Don’t Bring Me Flowers                                                        | Country10 (14 Wo.)Country |             |
| 1979 | Lying in Love with You You Don’t Bring Me Flowers                                 | Country2 (13 Wo.)Country |             |
| 1979 | Fools One Man, One Woman                                                          | Country3 (13 Wo.)Country |             |
| 1980 | Morning Comes Too Early One Man, One Woman                                        | Country5 (14 Wo.)Country |             |
| 1980 | The Bedroom One Man, One Woman                                                    | Country24 (12 Wo.)Country |             |
| 1981 | Don’t Bother to Knock Greatest Hits                                               | Country13 (14 Wo.)Country |             |